# Tripoli 1969/Lasciatemi amare chi voglio
Tripoli 1969/Lasciatemi amare chi voglio è il 6° 45 giri di Patty Pravo, pubblicato nel marzo del 1969 dalla ARC.

## Accoglienza
Il singolo ebbe un buon successo, entrò in top 50 il e arrivò quarto in classifica, nel gennaio 1969.
Alla fine dell'anno, risultò essere il 49° singolo più venduto in Italia.

## Brani

### Tripoli 1969
Tripoli 1969 è una canzone scritta da Michele Virano, Paolo Conte e Vito Pallavicini. Gli arrangiamenti furono affidati a Giancarlo Trombetti, la sua orchestra e i "4+4" di Nora Orlandi. Con questa, Patty Pravo partecipò al programma Canzonissima 1968 esibendosi il 14 novembre, 28 dicembre e il 6 gennaio 1969. Nei suoi concerti durante il tour 2009-2010, la cantante ha rieseguito dal vivo il brano, inserendolo nel medley a metà scaletta.
Tripoli 1969 è stata reinterpretata da Platinette e inserita nel suo album Da viva pubblicato nel 1999.

### Lasciatemi amare chi voglio
Lasciatemi amare chi voglio, la canzone sul lato B, fu scritta da Franco Migliacci, Ruggero Cini e Claudio Mattone; gli arrangiamenti e la direzione d'orchestra furono affidati a Ruggero Cini, la sua orchestra e i Cantori Moderni di Alessandroni.
Il brano non fu incluso in nessun album. Venne utilizzato come sigla di chiusura della 10ª edizione della trasmissione radiofonica Gran varietà, dove Patty Pravo fu (per un mese e mezzo) la cantante ospite fissa.

## Tracce
Lato A
1. Tripoli 1969 – 3:30

Lato B
1. Lasciatemi amare chi voglio – 3:15